# Zenith Jones Brown
Zenith Jones Brown (Smith River, 1898 – 1983) è stata una scrittrice britannica.
Si laureò alla University of Washington di Seattle. Sin dal 1928 utilizzò lo pseudonimo di David Frome per la pubblicazione dei suoi romanzi gialli. Nel 1930 pubblicò quello che è ritenuto il suo capolavoro, The Hammersmith Murders (I delitti di Hammersmith), il primo di una serie di romanzi aventi come protagonista il detective Evan Pinkerton.  
Nel 1931, iniziò a utilizzare un secondo pseudonimo, Leslie Ford, e iniziò a scrivere gialli ambientati negli Stati Uniti. Con questo pseudonimo firmò una serie di romanzi incentrata su due investigatori, il colonnello John Primrose e Grace Latham. Durante la seconda guerra mondiale la scrittrice firmò come Brenda Conrad alcuni romanzi di genere non poliziesco. 

## Opere

### Serie
Serie con il maggiore Gregory Lewis:
- The Murder of an Old Man (1929)
- The Strange Death of Martin Green (1931)

Serie con Evan Pinkerton:
- The Hammersmith Murders (1930), edito in Italia con il titolo I delitti di Hammersmith, I Bassotti n. 64[1]
- The By-pass Murder (1931)
- The Man From Scotland Yard (1932)
- The Eel Pie Murders (1933)
- Mr. Pinkerton Finds a Body (1934)
- Mr. Pinkerton Goes to Scotland Yard (1934)
- Mr. Pinkerton Grows a Beard (1934)
- Mr. Pinkerton Has the Clue (1936), edito in Italia con il titolo La rivincita del signor Pinkerton[1]
- The Black Envelope (1937)
- Mr. Pinkerton At the Old Angel (1939)
- Mr. Pinkerton: Passage for One (1945)
- Homicide House (1950)

### Altri romanzi
- In At the Death (1930)
- Scotland Yard Can Wait (1933)